# 甘井镇 (永寿县)
甘井镇，是中华人民共和国陕西省咸陽市永寿县下辖的一个乡镇级行政单位。

## 行政区划
甘井镇下辖以下地区：
赵家塬村、东旦村、王家村、吕家村、北甘井村、延村、红岩村、烟庄村、岳御史村、北庄村、五星村、洛安村、刘坳村、南上宜村、郭家村、周家村、南邵村、北邵村和杜家庄村。